# Третій стан
Третій стан (фр. tiers etat) — у феодальній Франції, наприкінці епохи абсолютизму — непривілейована частина суспільства, до якої входили вільне непокріпачене селянство, міські буржуа, ремісники, купецтво. Покріпачене селянство до «третього стану» не входило, бо не сплачувало державних податків короні і залишалось власністю сюзеренів (феодалів). Кріпосне право було формально анульоване у Франції в 1779 році через «Domaine royal» і остаточно скасоване в 1789–1790 роках під час Великої французької революції.
До привілейованої частини суспільства належали два «перші стани»: клір та дворянство (аристократія).
У революційній Франції «третій стан» становив основну масу найактивніших революціонерів — санкюлотів.